# أبو (كنية)
أبو هي كنية في اللغة العربية  و عبرية تطلق على الذكور و هي تعني أب الابن الأكبر لشخص معين أو فقط كنية مفضلة لديه. فمثلاً تطلق الكنية أبو محمد على شخص ابنه الأكبر اسمه محمد. أو انه يفضل أن يكنى بهذا المسمى. وقد تكون كلمة أبو (اسم) اسم شخص كمثلاً أبو السعود الإبياري، فهو ليس مكنى في هذه الحالة وإنما مسمى.

## الأصل اللغوي
(أَبَوَ) الْهَمْزَةُ وَالْبَاءُ وَالْوَاوُ يَدُلُّ عَلَى التَّرْبِيَةِ وَالْغَذْوِ. أَبَوْتُ الشَّيْءَ آبُوهُ أَبْوًا: إِذَا غَذَوْتُهُ. وَبِذَلِكَ سُمِّيَ الْأَبُ أَبًا. وَيُقَالُ فِي النِّسْبَةِ إِلَى أَبٍ: أَبَوِيٌّ. وَعَنْزٌ أَبْوَاءُ: إِذَا أَصَابَهَا وَجَعٌ عَنْ شَمِّ أَبْوَالِ الْأَرْوَى. قَالَ الْخَلِيلُ: الْأَبُ مَعْرُوفٌ، وَالْجَمْعُ آبَاءٌ وَأُبُوَّةٌ. قَالَ:
قَالَ: وَتَقُولُ: تَأَبَّيْتُ أَبًا، كَمَا تَقُولُ: تَبَنَّيْتُ ابْنًا وَتَأَمَّهْتُ أُمًّا. قَالَ: وَيَجُوزُ فِي الشِّعْرِ «هَذَانِ أَبَاكَ» وَأَنْتَ تُرِيدُ أَبَوَاكَ، و«رَأَيْتُ أَبِيكَ» يُرِيدُ أَبَوَيْكَ. قَالَ: وَهْوَ يُفَدَّى بِالْأَبِينَ وَالْخَالْ وَيَجُوزُ فِي الْجَمْعِ أَبُونَ. وَهَؤُلَاءِ أَبُوكُمْ أَيْ: آبَاؤُكُمْ. أَبُو ــعُبَيْدٍ: مَا كُنْتَ أَبًا وَلَقَدْ أَبَيْتَ أُبُوَّةً. وَأَبَوْتُ الْقَوْمَ، أَيْ: كُنْتُ لَهُمْ أَبًا. قَالَ:
قَالَ الْخَلِيلُ: فُلَانٌ يَــأْبُو ــالْيَتِيمَ، أَيْ: يَغْذُوهُ كَمَا يَغْذُو الْوَالِدُ وَلَدَهُ.

## أشخاص مسمون بأبو
- أبو السعود الإبياري (1910–1969) كاتب سيناريو ومؤلف أغاني وكاتب صحفي مصري.
- أبو تفليسي (تقريباً 756–786) شهيد وشفيع مدينة تبليسي.